# Ptychomnion densifolium
Ptychomnion densifolium là một loài rêu trong họ Ptychomniaceae. Loài này được (Brid.) A. Jaeger mô tả khoa học đầu tiên năm 1880.